# Ancistrocerus lutonidus
Ancistrocerus lutonidus  (лат.) — вид одиночных ос из семейства Vespidae.

## Распространение
Встречаются в Северной Америке: Канада и США.

## Описание
Длина переднего крыла самок 9,0—10,5 мм, а у самцов — 7,0—8,0 мм. Окраска тела в основном чёрная с жёлтыми отметинами. Гнёзда прикрепляют к ветвям и состоят из 6—20 ячеек. 